# آتش‌سوزی‌های ۲۰۱۸ جنگل آتیک
آتش‌سوزی‌های ۲۰۱۸ جنگل آتیک از روز یکشنبه ۲۲ ژوئیه ۲۰۱۸ در نواحی جنگلی نقاط مختلف این کشور و به‌طور مشخص دو جنگل بزرگ اطراف آتن رخ داده‌است. این آتش‌سوزی‌های جنگل دست‌کم ۸۱ کشته و ۱۸۷ مجروح برجای گذاشته‌است. دولت یونان سه روز عزای عمومی اعلام کرده‌است.

## شرح واقعه
از روز یکشنبه ۲۲ ژوئیه ۲۰۱۸ آتش‌سوزی‌های جنگل مهیبی در نقاط مختلف یونان، و در جنگل‌های شمال، شرق و غرب یونان رخ داده‌است. از جمله شهرهایی که این آتش‌سوزی آنها را دربر گرفته‌است شهر بندری رافینا، شهر ماتی در مجاورت شهر رافینا که به‌طور کامل ویران شده‌است
این آتش‌سوزی در روز سه شنبه ۲۴ ژوئیه به‌طور کامل مهار شده‌است.

## تلفات و خسارات
در این آتش‌سوزی‌های جنگل دست‌کم ۸۱ تن کشته و ۱۸۷ تن زخمی شده‌اند که حال ۱۱ تن از آنان وخیم است. در شهر مرکز ساحتی و ساحلی ماتی بسیاری از قربانیان در خانه‌ها یا اتومبیل‌های خود غافلگیر شده و در میان آتش‌گیر افتادند.

## واکنش‌ها
الکسیس سیپراس، نخست‌وزیر یونان سفر خود به بوسنی و هرزگوین را نیمه کاره رها کرد و برای کنترل اوضاع کشور و نظارت از آن به یونان بازگشت. وی از ارتش خواسته‌است که در مهار آتش‌سوزی‌های جنگل و کمک به مردم همکاری کند و کمک‌های بیشتری از استان‌های مجاور خواسته‌است. وی سه روز عزای عمومی در این کشور اعلام کرد.

## کمک‌های بین‌المللی
- قبرس – پرسنل و ماشین‌های آتش‌نشانی.[۷]
- اسرائیل[۸]
- ایتالیا – ۲ هواپیمایی تانکر آب (CL-415) کانادا.[۹]
- پرتغال - اعزام ۵۰ دستیار و مأمور آتش‌نشانی در محدوده مأموریت حفاظت از محیط زیست اتحادیه اروپا[۱۰]
- رومانی - یک هواپیمای اسپارتان C-27J پیکربندی شده برای آتش‌نشانی و یک هواپیمای لاکهید سی-۱۳۰ هرکولس برای پشتیبانی لجستیکی و مجموعاً ۲۰ سرباز.[۱۱][۲]